# Pedro Vitor
Pedro Vitor Ferreira da Silva, noto semplicemente come Pedro Vitor (Recife, 20 marzo 1998), è un calciatore brasiliano, attaccante del Cheongju.

## Caratteristiche tecniche
È un'ala sinistra.

## Carriera
Cresciuto nel settore giovanile dello Sport Recife, ha esordito in prima squadra il 4 aprile 2017 disputando l'incontro del Campionato Pernambucano pareggiato 2-2 contro il Salgueiro.

## Statistiche
Statistiche aggiornate al 29 ottobre 2019.

### Presenze e reti nei club
| Stagione        | Squadra         | Campionato      | Campionato | Campionato | Coppe nazionali | Coppe nazionali | Coppe nazionali | Coppe continentali | Coppe continentali | Coppe continentali | Altre coppe | Altre coppe | Altre coppe | Totale | Totale | Totale |
| Stagione        | Squadra         | Comp            | Pres       | Reti       | Comp            | Pres            | Reti            | Comp               | Pres               | Reti               | Comp        | Pres        | Reti        | Pres   | Reti   |        |
| --------------- | --------------- | --------------- | ---------- | ---------- | --------------- | --------------- | --------------- | ------------------ | ------------------ | ------------------ | ----------- | ----------- | ----------- | ------ | ------ | ------ |
| 2018            | Sport Recife    | A1/PE           | 1          | 0          | CB              | 0               | 0               |                    | -                  | -                  |             | -           | -           | 1      | 0      |        |
| 2018-2019       | Arīs Salonicco  | SL              | 0          | 0          | CG              | 1               | 0               |                    | -                  | -                  |             | -           | -           | 1      | 0      |        |
| 2018-2019       | L'viv           | PL              | 13         | 2          | CU              | 1               | 0               |                    | -                  | -                  |             | -           | -           | 14     | 2      |        |
| 2019-2020       | L'viv           | PL              | 9          | 0          | CU              | 1               | 0               |                    | -                  | -                  |             | -           | -           | 10     | 0      |        |
| Totale carriera | Totale carriera | Totale carriera | 23         | 2          |                 | 3               | 0               |                    | -                  | -                  |             | -           | -           | 26     | 2      |        |